# Roksolany
Roksolany  (ucraniano: Роксолани) es una localidad del Raión de Ovidiopol en el Óblast de Odesa de Ucrania. Según el censo de 2001, tiene una población de 1630 habitantes.